# Морская улица (Ялта)
Морская улица — короткая, около 200 м, улица в историческом центре Ялты. Одна из старейших в городе. Проходит от набережной Ленина до Садовой улицы.

## История
С 1880-х годов район улицы стал застраиваться дачами российской аристократии и творческой интеллигенции.
Во время немецкой оккупации (1941—1944) на улице были устроены огневые позиции оккупантов
В советское время по улице проходили праздничные демонстрации

## Достопримечательности

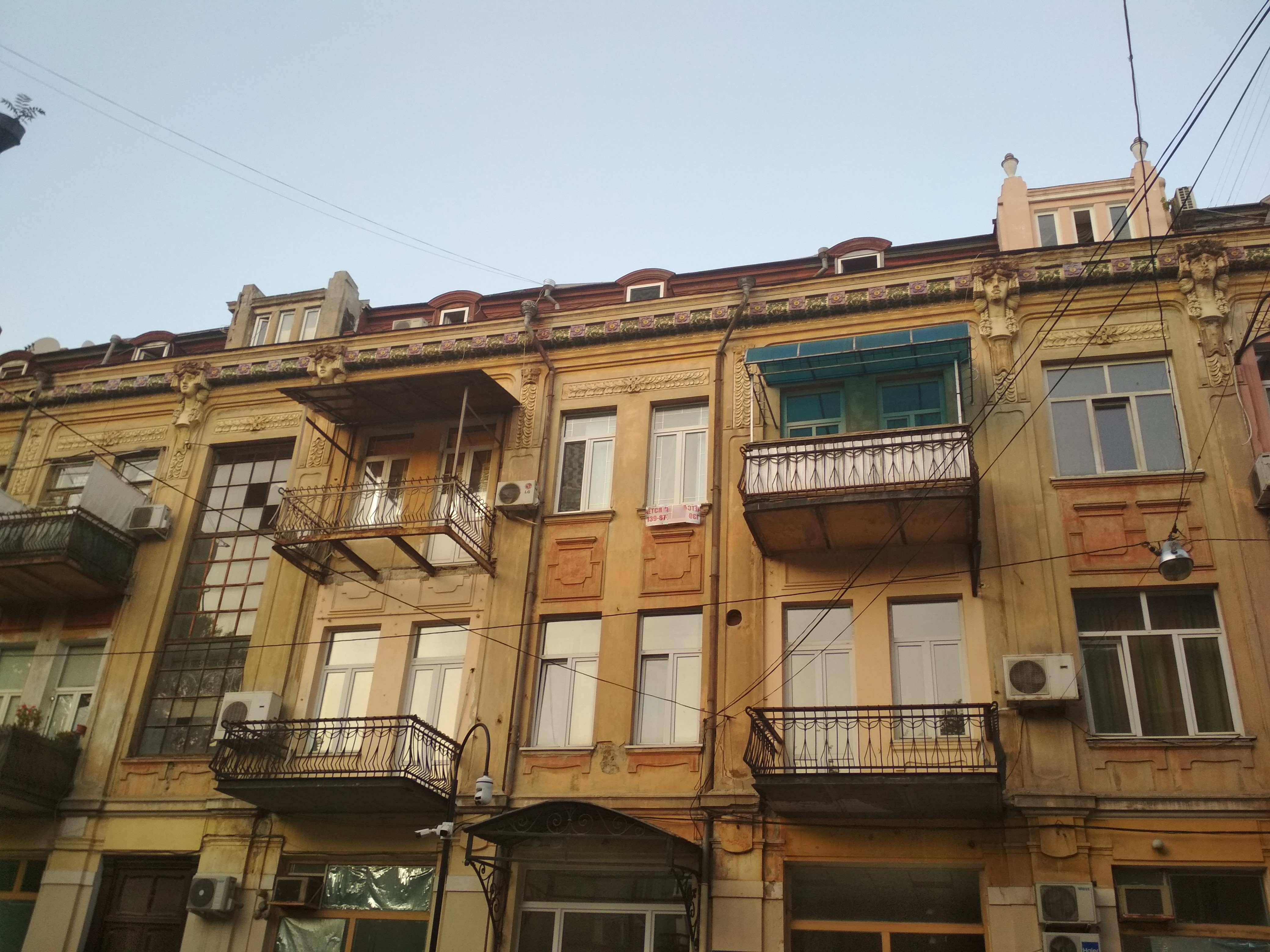
Доходный дом доктора П. А. Ширяева

- д. 1 / Набережная им. В. И. Ленина, 23 — Здание гостиницы «Мариино» К. Б. Бентковского (реконструкция по проекту архитектора Н. П. Краснова и Н. Г. Тарасова)  Объект культурного наследия народов РФ регионального значения. Рег. № 911711012120005 (ЕГРОКН)
- д. 2, литер «А» / Набережная им. В. И. Ленина, 23 — Дом Е. О. Майтопа  Объект культурного наследия народов РФ регионального значения. Рег. № 911711051250005 (ЕГРОКН)
- д. 3 литер «Б» — морская гостиница М. П. Латри  Объект культурного наследия народов РФ регионального значения. Рег. № 911811319780005 (ЕГРОКН)
- д. 3А — Галерея Арт-Бульвар[источник не указан 688 дней]
- д. 4, литер «А», «А1», «А2» / Набережная им. В. И. Ленина, 25 — Дом М. П. Решеткина  Объект культурного наследия народов РФ регионального значения. Рег. № 911711051270005 (ЕГРОКН)
- д. 5, литер А — жилой дом (Доходный дом доктора П. А. Ширяева, конец XIX века, архитектор Н. П. Краснов)  Объект культурного наследия народов РФ регионального значения. Рег. № 911711051460005 (ЕГРОКН)
- д. 8, литер «А» / ул. Чехова, 2 — Дом жилой  Объект культурного наследия народов РФ регионального значения. Рег. № 911711021810005 (ЕГРОКН)
- д. 10, литер «А», «Б» / ул. Чехова, 1 — Дом жилой  Объект культурного наследия народов РФ регионального значения. Рег. № 911711021790005 (ЕГРОКН)
- д. 12, литер «А», «Б», «В» / ул. Кирова, 8 — Дом жилой  Объект культурного наследия народов РФ регионального значения. Рег. № 911711274180005 (ЕГРОКН)

## Известные жители
д. 3 — художник-маринист М. П. Латри
д. 7 — писатель Самуил Маршак